# Hannah Arendt (film)
Hannah Arendt este un film german din 2012. Este o dramă biografică, înfățișând evenimentele legate de reportajele scrise pentru ziarul New Yorker de gânditoarea Hannah Arendt, despre procesul criminalului nazist Adolf Eichmann. Filmul este regizat de Margarethe von Trotta, iar rolul principal este interpretat de actirța Barbara Sokowa. Premiera mondială a avut loc în 11 septembrie 2012, la cea de-a 37-a ediție a Festivalului de Film de la Toronto. Premiera germană a avut loc pe 8 ianuarie 2013, în cinematograful Lichtburg din Essen, iar filmul a început să ruleze pe 10 ianuarie 2013 în cinematografele germane.

## Context
Adolf Eichman fusese condamant la moarte în contumacie, în cadrul proceselor de la Nürnberg, însă reușise să fugă în America de Sud. A fost răpit de Mossad, serviciul secret al statului Israel, și adus în Israel pentru a fi judecat în cadrul unui proces public, pentru contribuția sa la Holocaust. Ziarul New Yorker a trimis-o pe Arendt ca reporter în Israel. Reportajele ei aveau să fie reunite mai târziu în cartea Eichmann la Ierusalim. Ele au stârnit la data publicării un scandal imens, pentru refuzul filosoafei de a încorpora în analiza ei considerente emoționale și atribuirea unei părți din vina Holocaustului conducătorilor comunităților evreiești. Reportajele au fost de asemenea pentru Arendt prilejul unei dizertații filozofice asupra problemei răului, ea lansând cu această ocazie formula „banalitatea răului”. Aceste chestiuni au izolat-o pe Arendt de comunitatea evreiască (din care făcea parte), curmând pentru totdeauna câteva prietenii personale și soldându-se cu mii de scrisori de ură și amenințare. 

## Producție
Filmul este bazat pe o documentație consistentă. Margarete von Trotta a purtat discuții cu Ingrid Scheib-Rothbart, secretara lui Arendt timp de opt ani, Elisabeth Young-Bruehl, cea mai importantă biografă a lui Arendt și pentru un timp și elevă, Jerome Kohn, ultimul asistent și editor al scrierilor postume ale filosoafei. Au mai fost consultați Lotte Jonas, văduva lui Hans Jonas, coleg în Marburg al lui Arendt, și Wally Shawn, fiul editorului William Shawn al revistei New Yorker (între 1952 și 1987). Ingrid Scheib-Rothbart i-a prezentat-o regizoarei și pe Lotte Köhler, ultima prietenă în viață a lui Arendt, decedată în 24 martie 2011, la vârsta de 92 de ani, în New York.
Prima variantă a scenariului a fost terminată în 2002, însă doar în vara lui 2010 a fost clarificată finanțarea. Margarethe von Trotta a pus condiția ca Hannah Arendt să fie juată de actrița Barbara Sukowa, pentru că aceasta „este singura actriță la care îmi puteam imagina că îmi poate arăta asta: cum cineva gândește”. După posturile BR, WDR și ARD Degeto, au achiesat și Film- und Medienstiftung NRW, Filmförderungsanstalt, Film Fund Luxembourg, Israel Film Fund și Jerusalem Film Fund să finanțeze filmul. 
Acesta a fost produs de Heimatfilm (Köln), în co-producție cu Amour Fou Luxembourg (Ettelbrück), MACT Productions (Paris) și Metro Communications (Tel Aviv). Filmările au început pe 16 octombrie 2011 și au durat 37 de zile, până la 17 decembrie 2011. S-a filmat în Nordrhein-Westfalen, Ierusalim și Luxemburg.
La Ierusalim s-a filmat chiar în clădirea unde avusese loc în 1961 procesul împotriva lui Eichman. Este vorba de un centru cultural, care îndeplinise de pe atunci același scop, fiind folosit doar în acel caz ca sală pentru proces. Regizoarea a apelat la Steven Spielberg Jewish Film Archive și la Universitatea Ebraică din Ierusalim, pentru a folosi înregistrări originale de la procesul lui Eichmann.
Filmul folosește în principal engleza, existând însă și scene în germană și ebraică. Și materialul de arhivă este în limbile originale ale participanților la proces. Regizoarea a insistat asupra acestor detalii, pentru a reconstitui fundalul de imigrantă al protagonistei. 
Filmul este prima producție digitală a regizoarei, fiind filmat cu o cameră Red One, folosind procedeul CinemaScope.

## Distribuție
- Barbara Sukowa este Hannah Arendt
- Axel Milberg este Heinrich Blücher
- Janet McTeer este Mary McCarthy
- Julia Jentsch este Lotte Köhler
- Ulrich Noethen este Hans Jonas
- Michael Degen este Kurt Blumenfeld
- Nicholas Woodeson este William Shawn
- Victoria Trauttmansdorff este Charlotte Beradt
- Klaus Pohl este Martin Heidegger
- Friederike Becht este tânăra Hannah Arendt
- Harvey Friedman este Thomas Miller
- Megan Gay este Frances Wells
- Joel Kirby este Lionel Abel
- Sascha Ley este Lore Jonas
- Claire Johnston este doamna Serkin
- Gilbert Johnston este profesorul Kahn
- Tom Leick este Jonathan Schell
- Ralph Morgenstern este moderatorul
- Leila Schaus este Laureen
- Alexander Tschernek este un profesor